# 奧克維爾 (愛荷華州)
奧克維爾（英語：Oakville）是一個位於美國愛荷華州路易莎縣的城市。

## 地理
奧克維爾的座標為41°05′52″N 91°02′37″W / 41.09778°N 91.04361°W，而該地的平均海拔高度為165米（即541英尺）。

## 人口
根據2010年美國人口普查的數據，奧克維爾的面積為1.11平方千米，當中陸地面積為1.09平方千米，而水域面積為0.02平方千米。當地共有人口173人，而人口密度為每平方千米155人。